# Kodalsza
Kodalsza (hangul: 고달사, Kodal templom) a Silla királyság korában, 764-ben épült, korának három legnagyobb, állami felügyelet alatt lévő buddhista temploma volt. Arról nincsenek feljegyzések, hogy mikor és miért zárták be. Az 58 995 m²-es területen több, kulturális örökségvédelem alatt álló műemlék is található.

## Nemzeti kincsek
1962-ben, negyedikként nyilvánították nemzeti kinccsé a templom sztúpáját, mely a korai Korjo-korban, a 10. században készülhetett. Nem tudni, kinek a számára épült. A sztúpa gazdagon díszített sárkányokkal, teknősökkel, lótuszvirágokkal és felhőmotívumokkal, talapzata nyolcszög alakú.

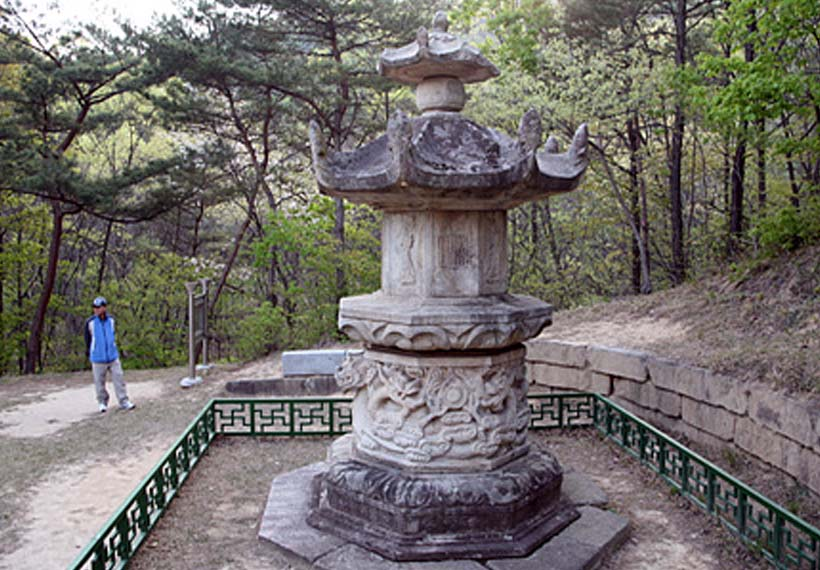
A sztúpa

## Kincsek
A területen több olyan műemlék is található, melyet a második örökségvédelmi, „kincs” kategóriába soroltak. A hatodik ilyenként felvett műemlék Vondzsong (원종) szerzetes emlékműve, mely a vésetek szerint 975-ben, a Korjo-korban épült. A műemlék talapzata óriásteknőst ábrázol, tetejét sárkány díszíti, maga az oszlop, mely csak töredékeiben maradt meg, a Kjongbok palotában látható. Az emlékműre felvésték a szerzetes életét, cselekedeteit, így tudható, hogy a Silla királyság korában, Kjongmun király idejében született és 90 éves korában, Kvandzsong király uralkodása alatt hunyt el. Az emlékművet a király emeltette számára.
Ugyancsak Vonszong tiszteletére emelték a 7. kincset, a sztúpát, melyet 977-ben állítottak és szinte teljesen épen maradt. Sárkányok, teknősök és felhőmotívumok díszítik, teteje pagoda alakú.
A 8. kincsként regisztrálták a templom egy buddhaszobor-talapzatát, melynek Buddha szobra elveszett. A talapzatot lótuszvirgágok díszítik és valószínűsíthetően a 10. század végén készült.
A templom 2,43 méter magas oroszlános kőlámpása a 282. koreai kincs, amely a 10. század végén készült; teteje hiányzik. 1959 óta a Kjongbok palota kertjében tekinthető meg.

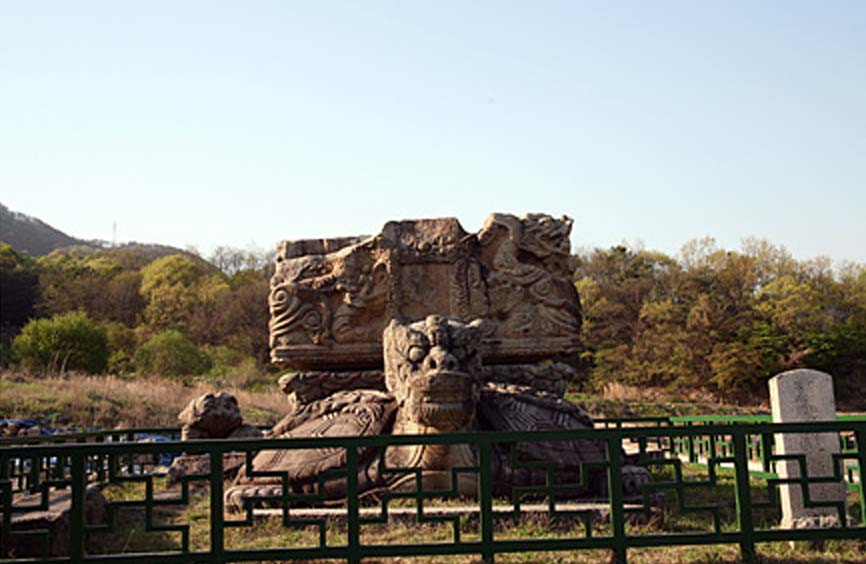
Vondzsong szerzetes emlékműve